# 고려호텔
고려호텔(高麗호텔, 영어: Koryo Hotel)은 조선민주주의인민공화국의 대표적인 관광시설로 양각도국제호텔과 마찬가지로 평양의 고급 호텔 가운데 하나에 속한다. 평양역 근처의 평양시 중구역 창광거리 동흥동에 있으며, 국제관광여행사가 운영하고 있다. 고려는 한국의 옛 국가 명칭이며 또한 조선민주주의인민공화국의 항공이며 고려항공의 이름으로 사용된다.

## 역사
쌍둥이 호텔인 고려호텔은 1980년에 착공했고 5년 뒤인 1985년에 완공하여 1985년 8월 9일에 개관하였다. 9월 20일부터 24일까지 이산가족 상봉행사가 열린 적이 있었다. 2000년 8월 15일부터 18일까지 열렀던 남북이산가족 상봉행사 당시 남한 방문단의 숙소로 이용되었다. 2005년 8월 9일 개관 20돌을 맞이했다.

## 특징

### 호텔
중국인 노동자들도 입장이 가능하다. 편의시설에는 인터넷이 있으며 인터넷 사용은 포함되지 않고 있다. 남북통일 이후에 인터넷 사용이 가능하며 고려호텔에 대한 정보를 볼 수 있다. 2000년대 초반 남북 이산가족 상봉 행사의 행사장이였으며 통일 이후에는 민간업체로 이관될 가능성이 높다.

### 레스토랑
각 타워는 회전 레스토랑 옆에 있지만, 단 하나가 열려 있다. 일본 대중 음식점과 한국 음식점이 있으며 BBQ 대중 음식점을 포함하며 4개의 다른 대중 음식점이 있다. 三仙岩(사무소나무) 식당이 있으며 조선 요리를 중심으로하는 레스토랑. 호텔 투숙객의 이용도 많고 음식을 잘라서 먹는 한국관이다. 대명 식당은 조선 레스토랑이고 민족 식당은 조선 전통요리 레스토랑이다.

### 외국 돈
신용카드는 사용할 수 없지만 유로화, 엔화, 위안화, 달러화 등의 외화는 사용할 수 있다. 2000년대 초 남북 이산가족 상봉 행사 등을 치를 때 행사장으로 이용된 적도 있다.

## 시설

### 주요 시설

#### 객실
143m짜리 45층 쌍둥이빌딩으로 최상층은 회전 레스토랑으로 되어 있다. 객실 500여개에 1천개의 침대가 구비되어 있으며 변기는 일본 토토제가 사용되었다. 각 객실에서는 영국 BBC, 중국 CCTV, 일본 NHK 위성 제1텔레비전, NHK 위성 제2텔레비전 채널을 시청할 수 있다. 객실 전원 콘센트는 현지의 220V 외에 110V를 쓸 수 있다. 최상층에는 회전 레스토랑이 있으며 다른 건물에는 폐쇄되었고 전망이 좋다고 한다.

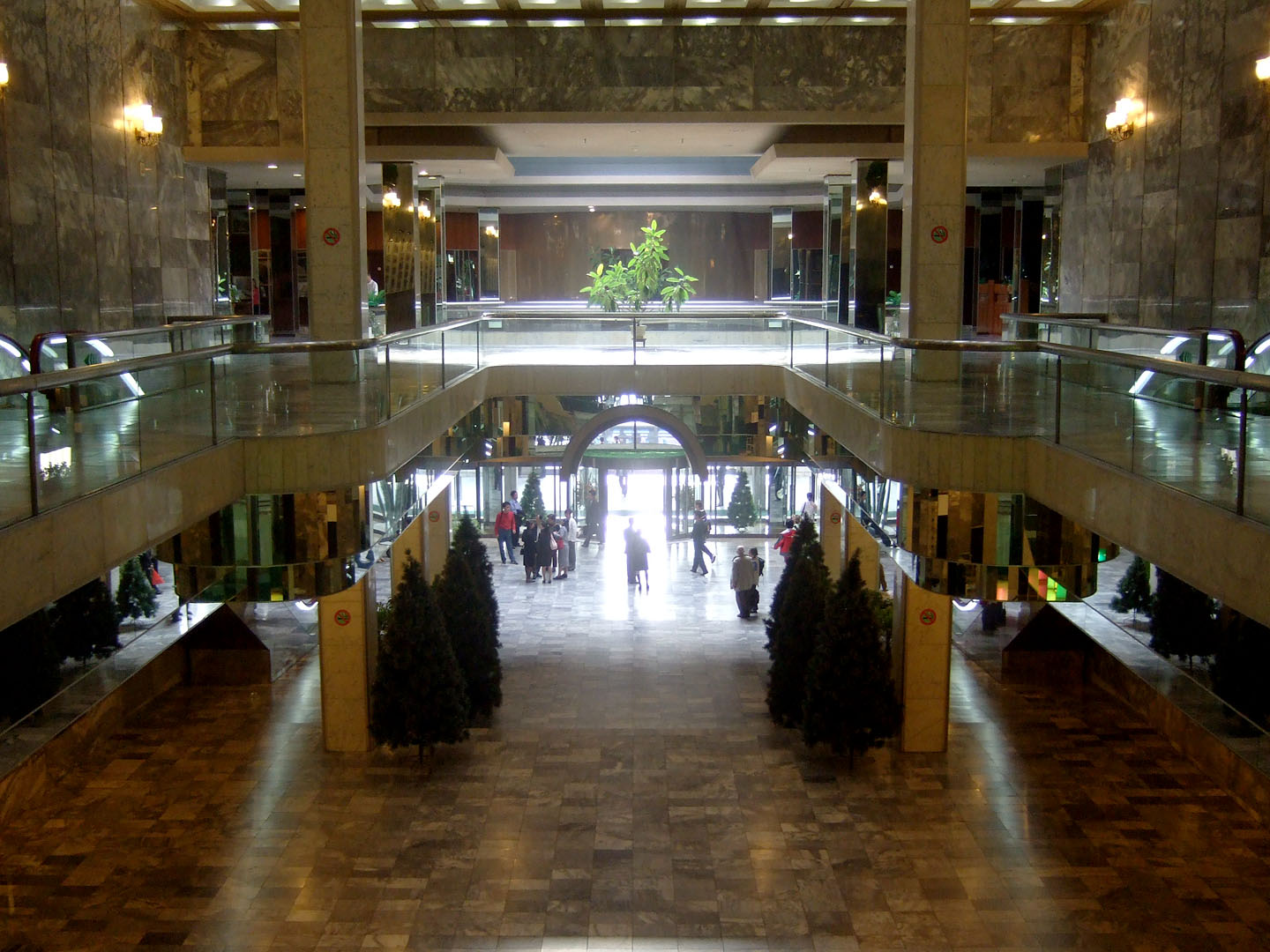
로비
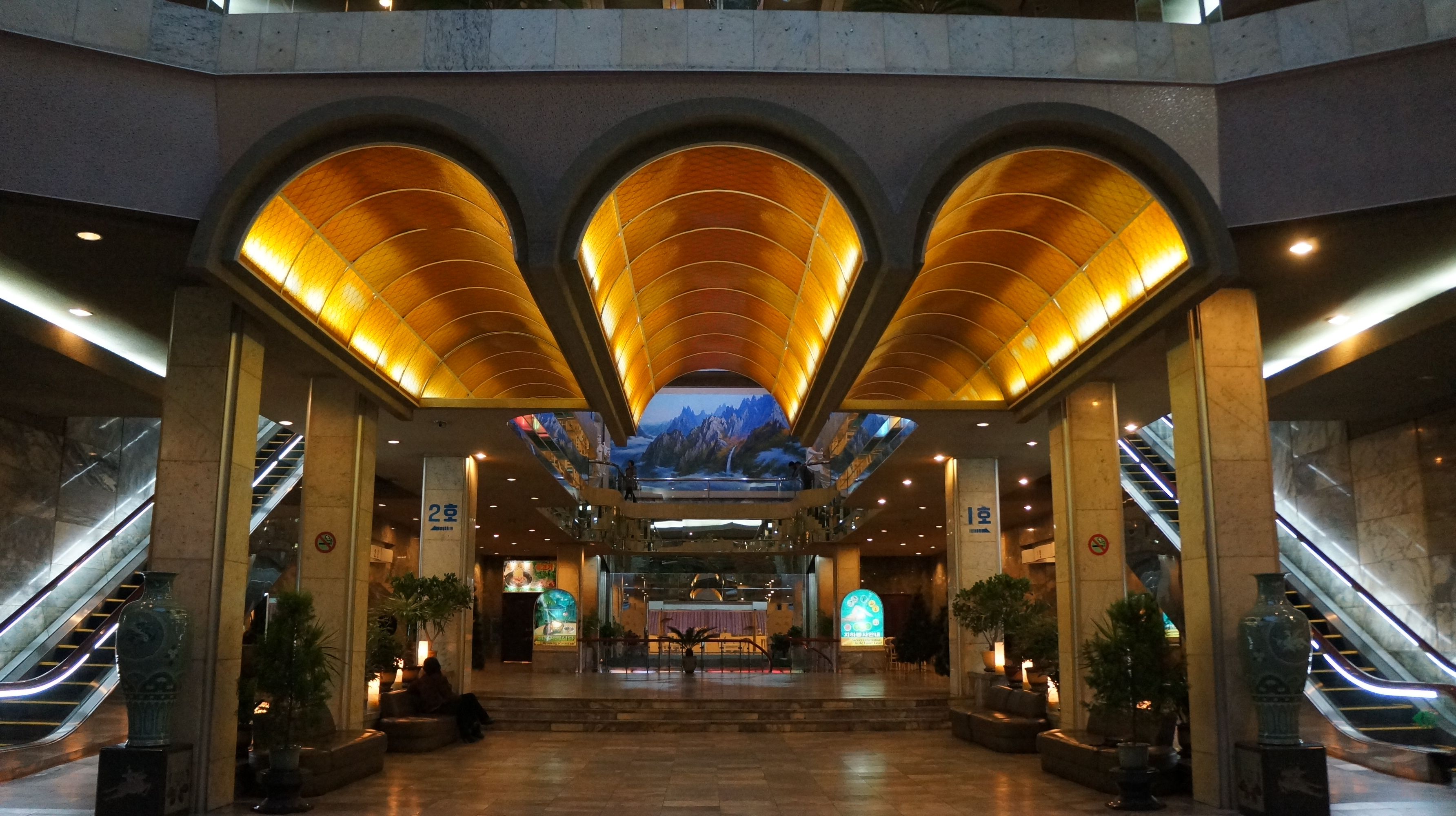
로비
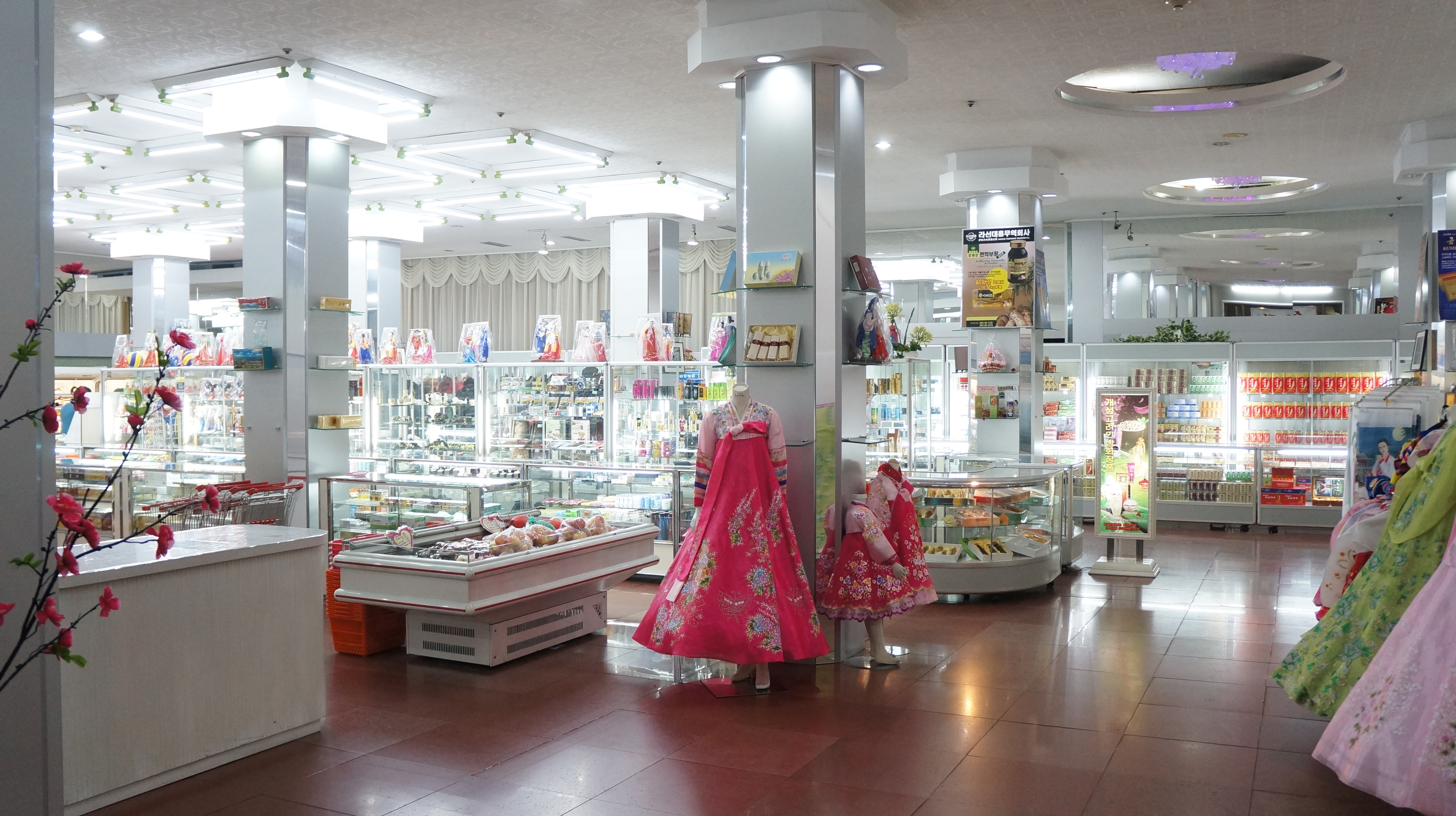
매점
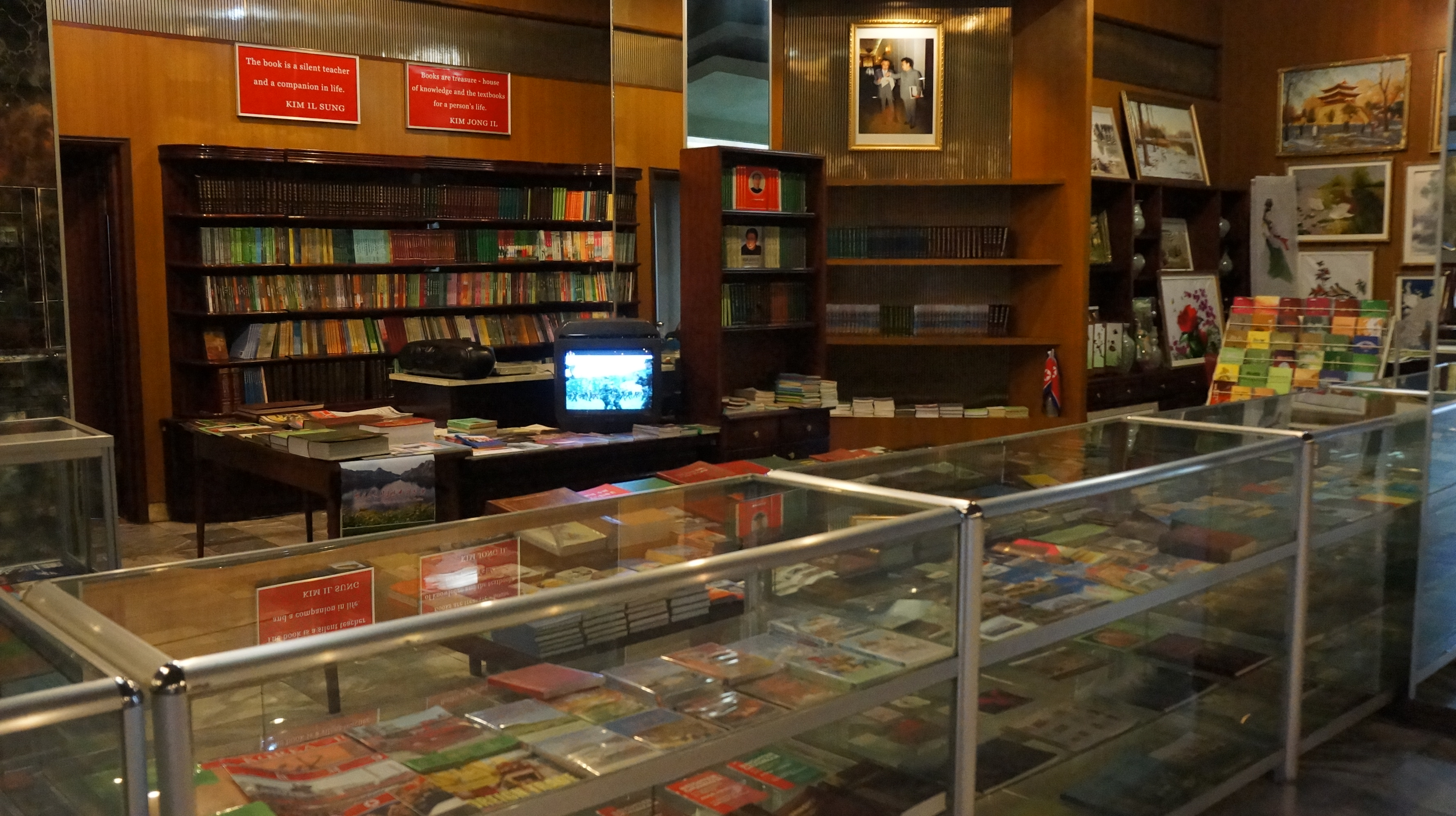
서점
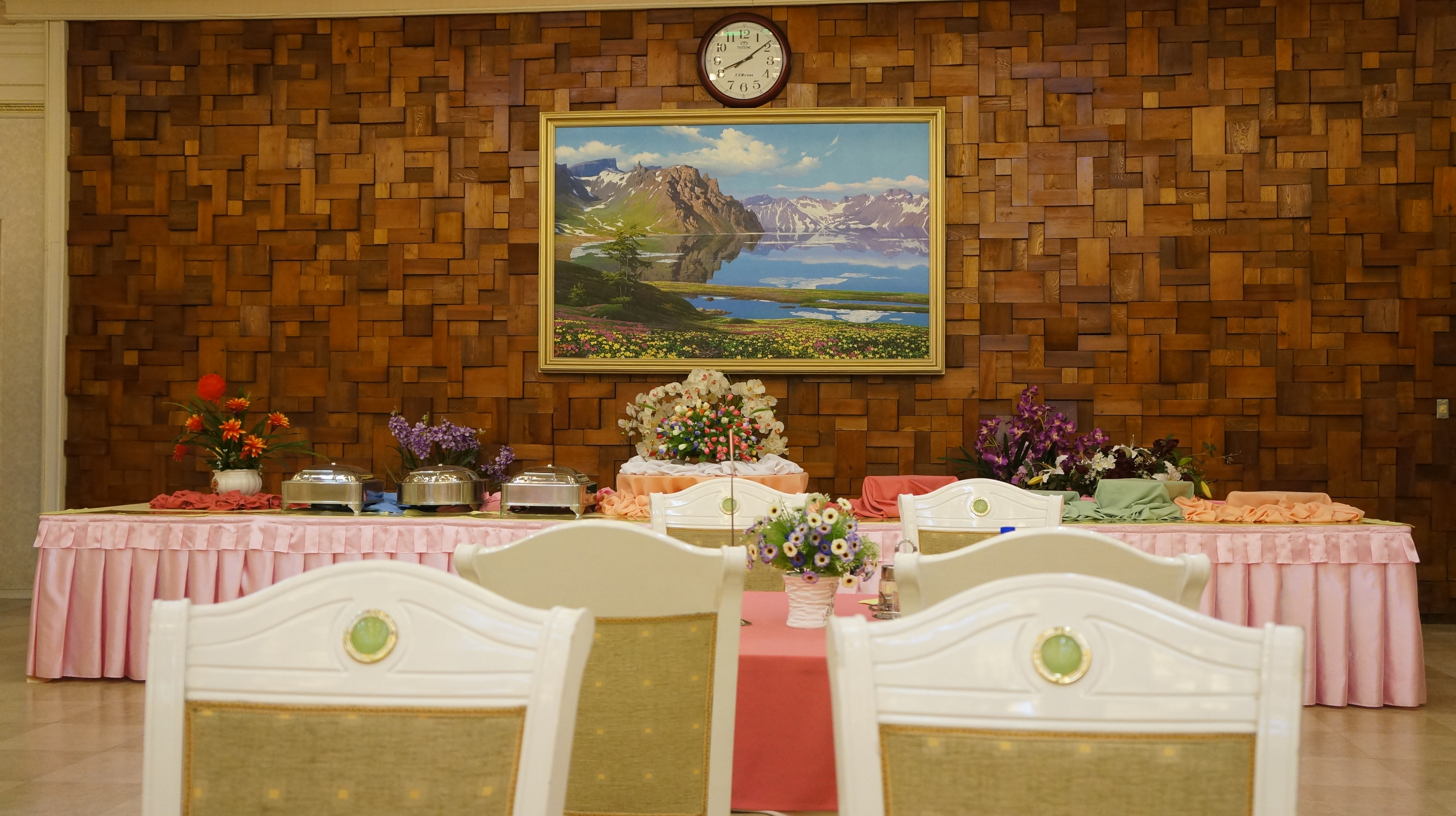
레스토랑
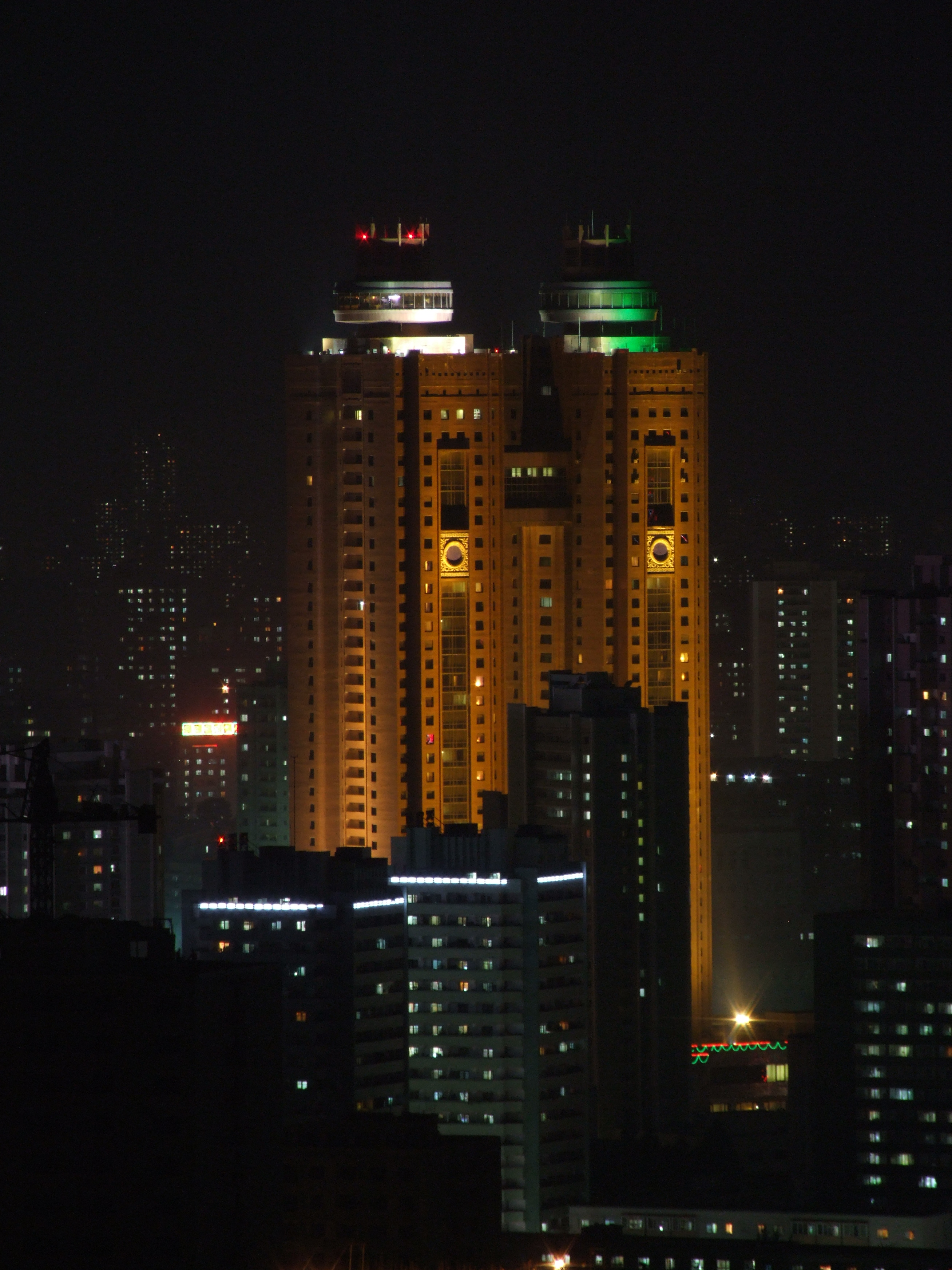
라이트 업

#### 객실 설비 등
객실에는 샴푸, 린스, 비누, 칫솔, 드라이어 등의 어메니티도 갖추어져있어 세탁 서비스도 이용 가능하다. (당일 전달) 전원 콘센트는 현지 220V 의 다른 110V가 함께 플러그 A, C 타입 공용 형에 병설되어 있으며, 동유럽, 중남미, 아시아 등 여러 나라의 기기에 그대로 대응하는 경우가 많다. 객실의 변기는 토토제 전화는 도시바 제 엘리베이터는 히타치 제작소 제이다.

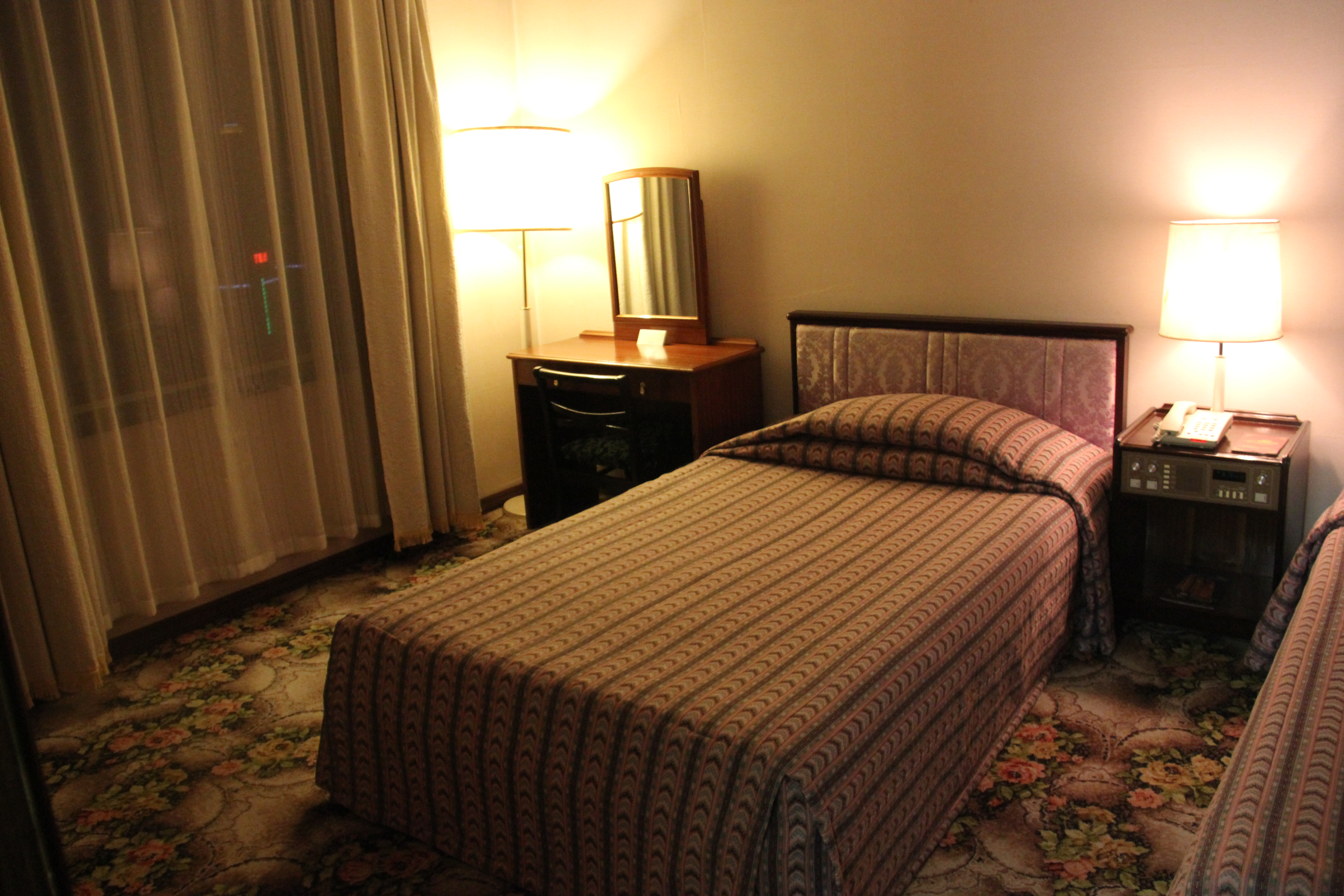
디럭스 객실
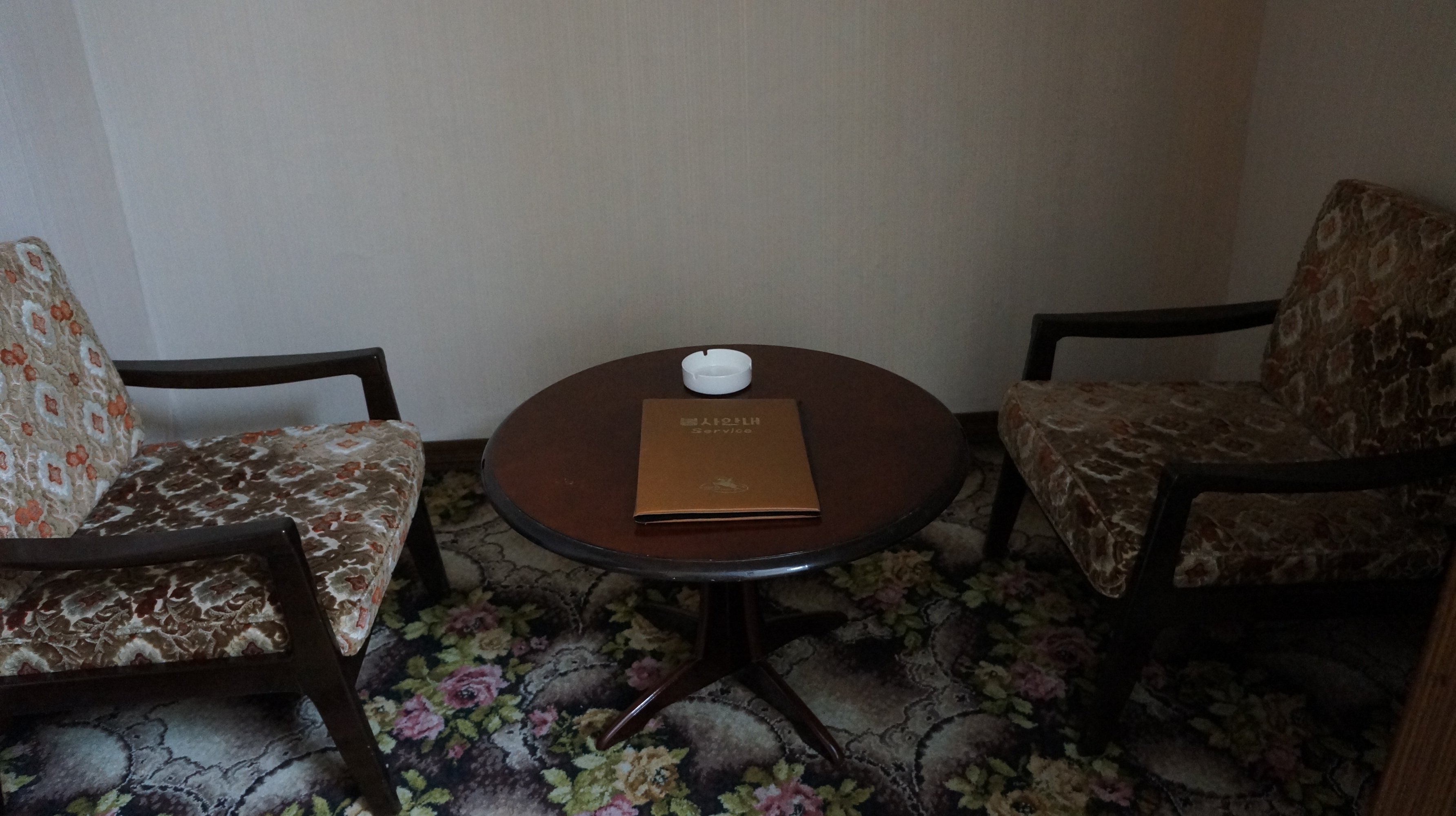
객실에서 라운지의 자
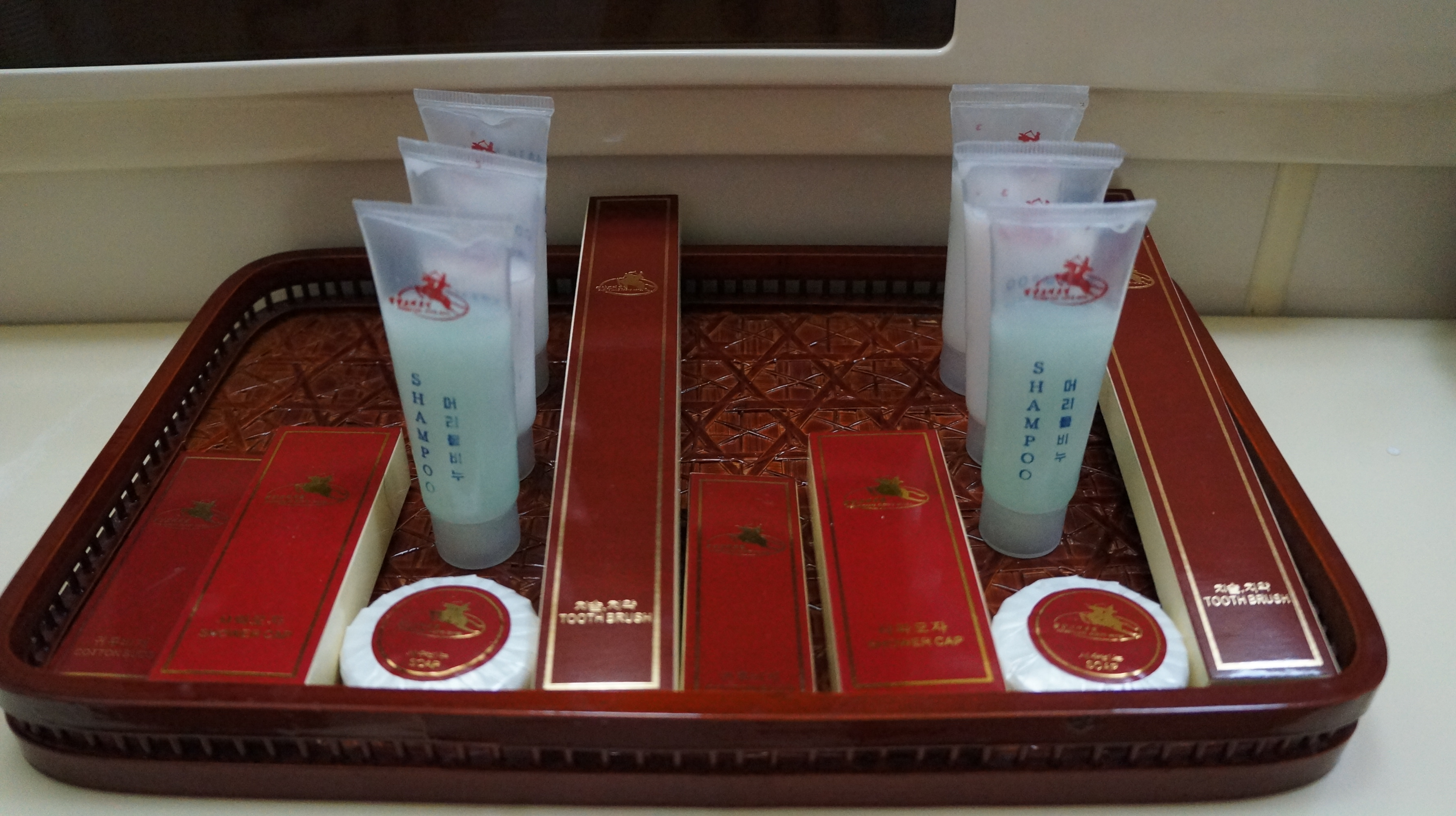
어메니티
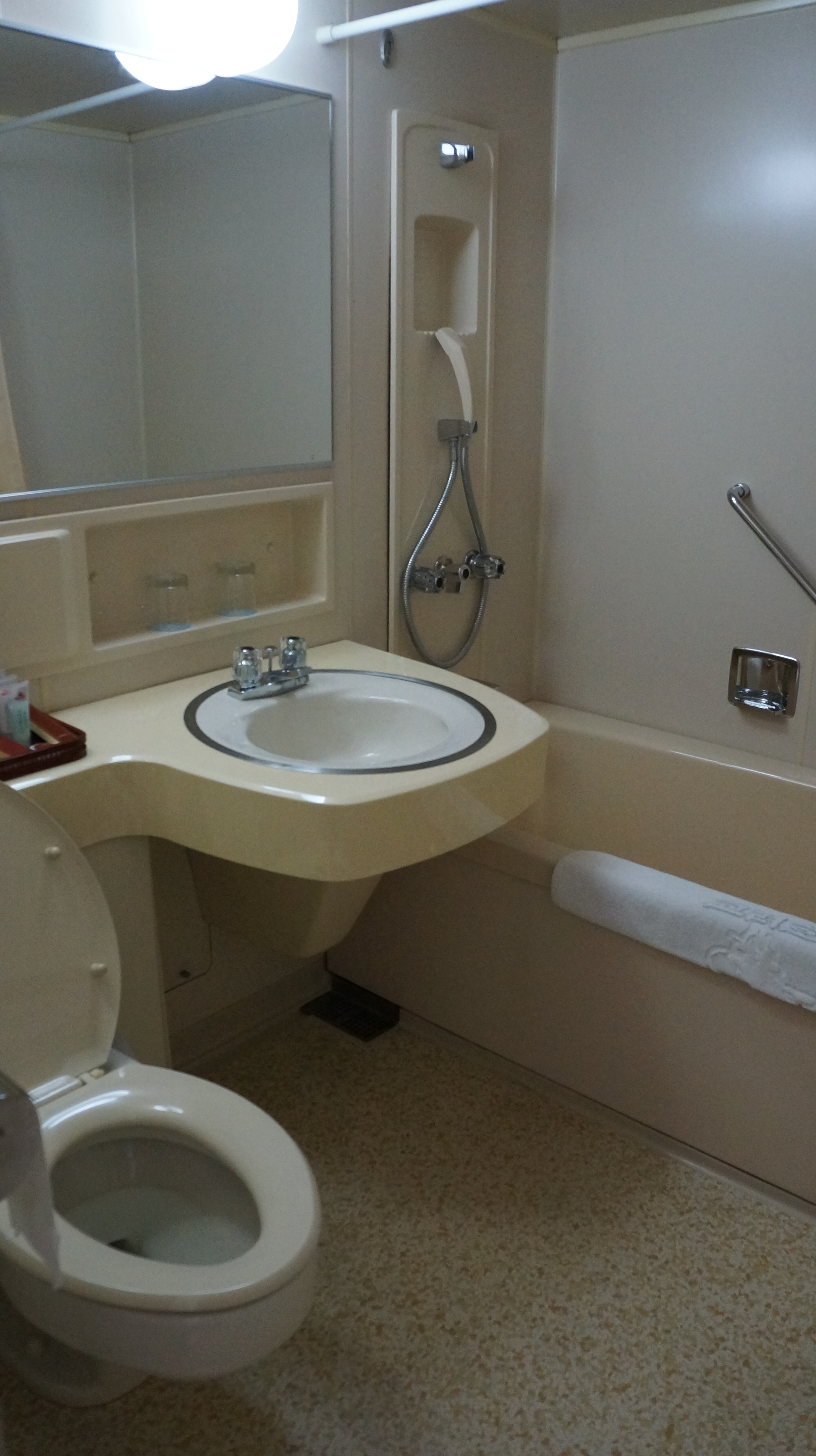
욕실
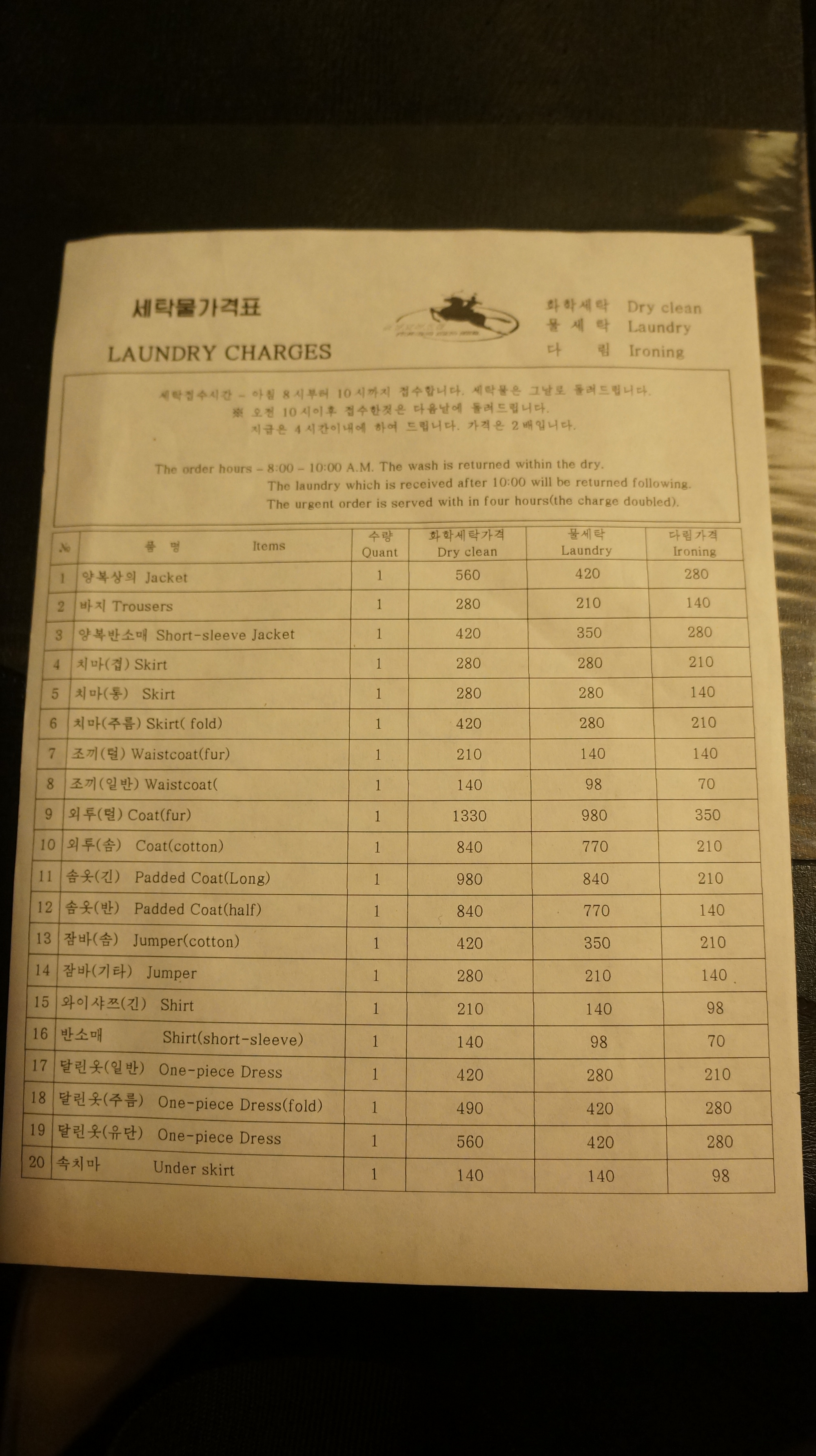
세탁물 가격표

##### TV 채널
객실내 TV는 국내 지상파와 이웃 나라의 국제 방송 (위성) 및 비디오 채널을 시청할 수 있다.
| 채널 | 기관 이름                                 | 비고           |
| ---- | ----------------------------------------- | -------------- |
| 1    | 고려호텔의 서비스 정보 및 비디오 프로그램 |                |
| 2    | 조선중앙TV                                | 종합 방송      |
| 3    | 조선교육문화텔레비죤                      | 교육 방송      |
| 4    | 만수대 텔레비죤                           | 오락 방송      |
| 5    | 즈베 즈다                                 | 러시아         |
| 6    | NTV                                       | 러시아         |
| 7    | 베레스                                    | 러시아         |
| 8    | CCTV-4                                    | 중화인민공화국 |
| 9    | CCTV 뉴스                                 | 중화인민공화국 |
| 10   | BBC 월드 뉴스                             | 영국           |
| 11   | NHK 월드 TV                               | 일본           |
| 12   | CCTV-2                                    | 중화인민공화국 |
| 13   | (주문형 비디오)                           |                |

### 내부 시설
이 호텔은 500개의 객실이 있으며 편의시설은 헬스장, 수영장 등이 있으며 45층에는 회전 레스토랑, 44층에는 영화관, 200석과 70석이 있고 이 호텔은 2층과 지하에는 카지노와 당구장이 있다.
| 층수                | 시설                          |
| ------------------- | ----------------------------- |
| 45층                | 회전 레스토랑                 |
| 44층                | 영화관                        |
| 4층                 | 도청 시설                     |
| 2층~3층~5층~43층    | 호텔, 카지노, 당구장, 식당 등 |
| 1층                 | 로비, 커피숍                  |
| 지하 3층 ~ 지하 1층 | 지하주차장, 카지노, 당구장    |

## 이용 경험이 있는 주요 유명인사
- 안토니오 이노키 (일본 정치인, 프로 레슬러)
- 이시바 시게루 (일본 정치인) - 가네마루 방북단 (1992년)
- 국제 프로 레슬링 페스티벌 in 평양 출전 선수
- 에가시라 2:50 (일본 개그맨)
- 고이즈미 준이치로 (제 88대 일본 총리) 북일회담, 숙박 없음
- 가타야마 요시히로 (42대 일본 돗토리현 지사)
- 일본 신사회당 조선민주주의인민공화국 투안
- 조일 우호촉진 지방의원 방북단
- 펑키 스에요시 (일본인 음악가)
- 김정남 (김정일의 장남)

## 주변 시설
- 三仙岩(사무소나무) 식당 - 조선 요리를 중심으로하는 레스토랑. 호텔 투숙객의 이용도 많다.
  - 음식을 잘라서 먹는 한국관
- 대명 식당 - 조선 레스토랑
- 민족 식당 - 조선 전통요리 레스토랑
- 평양역
- 지하철 영광역
- 맥시마 (카이 신문 히카루의 리 엄마) 문화회관

## 사건 및 사고
- 2015년 6월 11일에 화재가 발생했다. 사망자는 없고, 담배로 인한 화재로 추정된다.[3]

## 갤러리

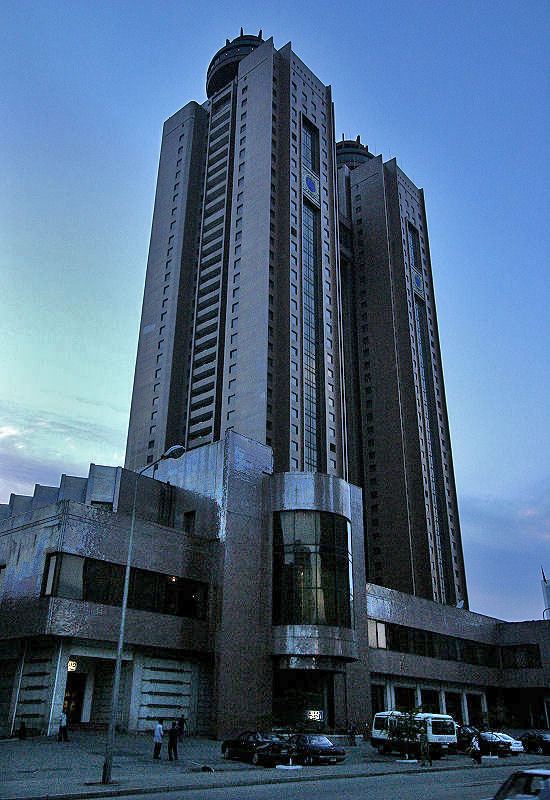
고려호텔 입구
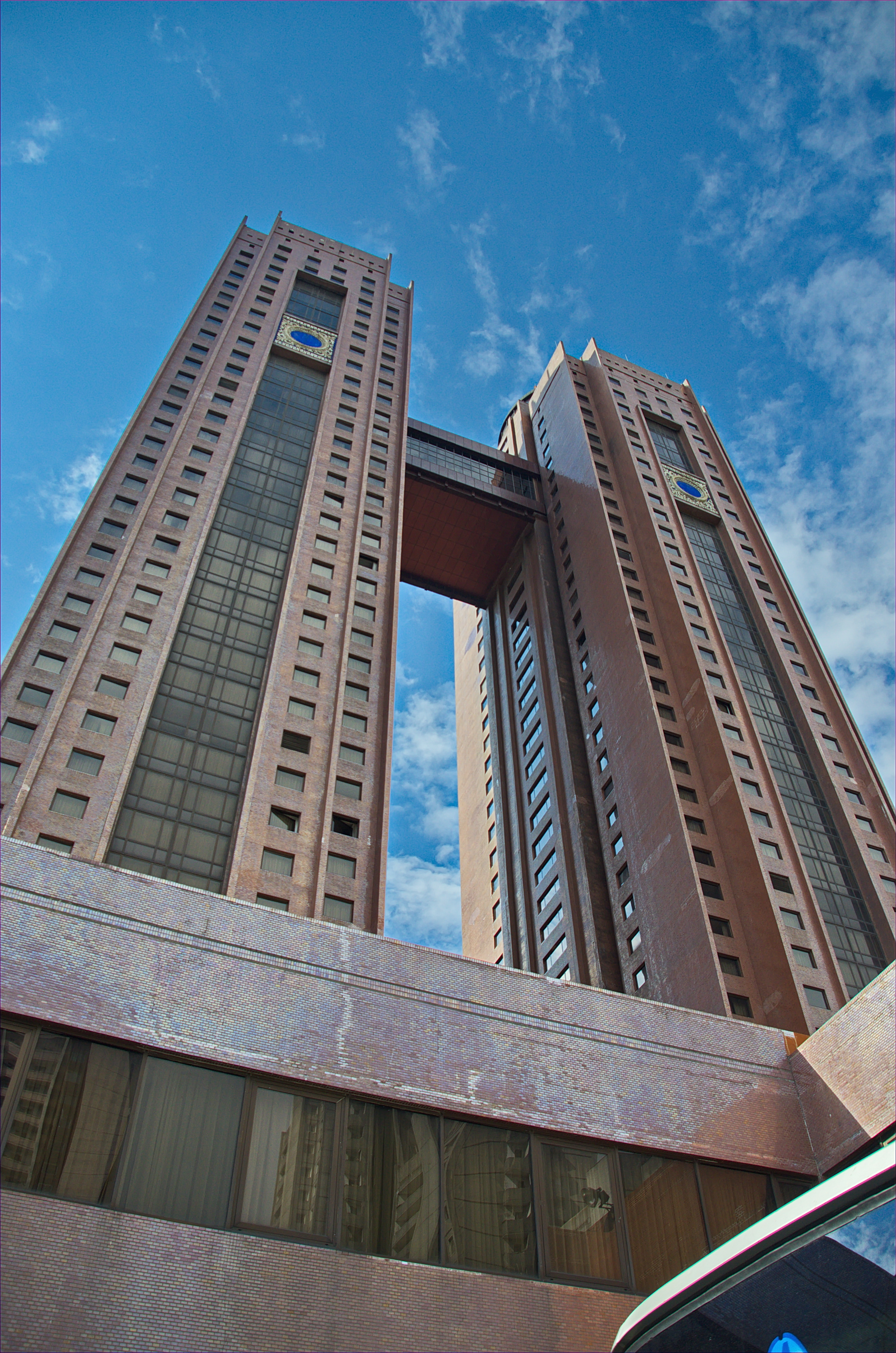
고려호텔 쌍둥이 빌딩
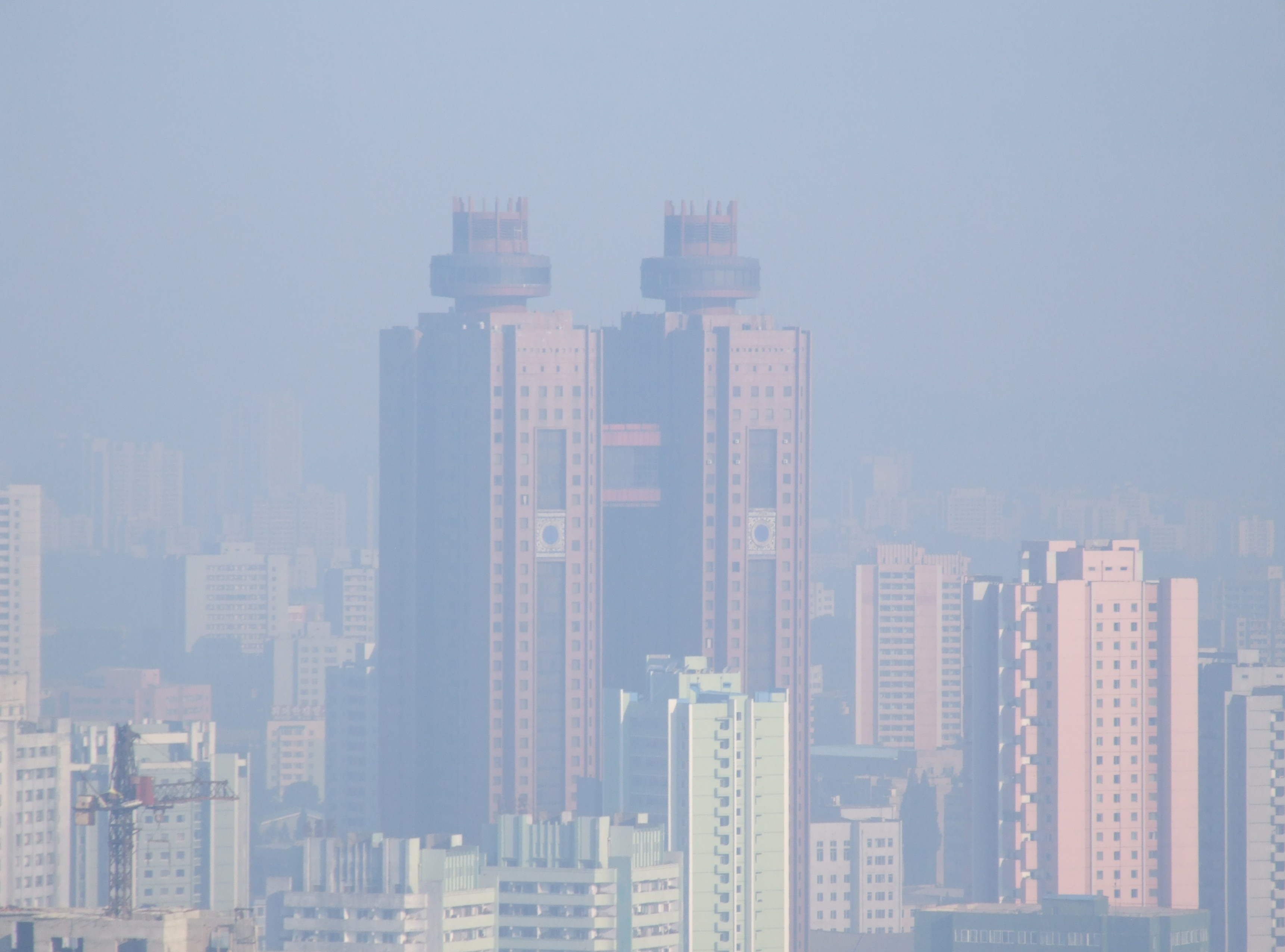
고려호텔 안개
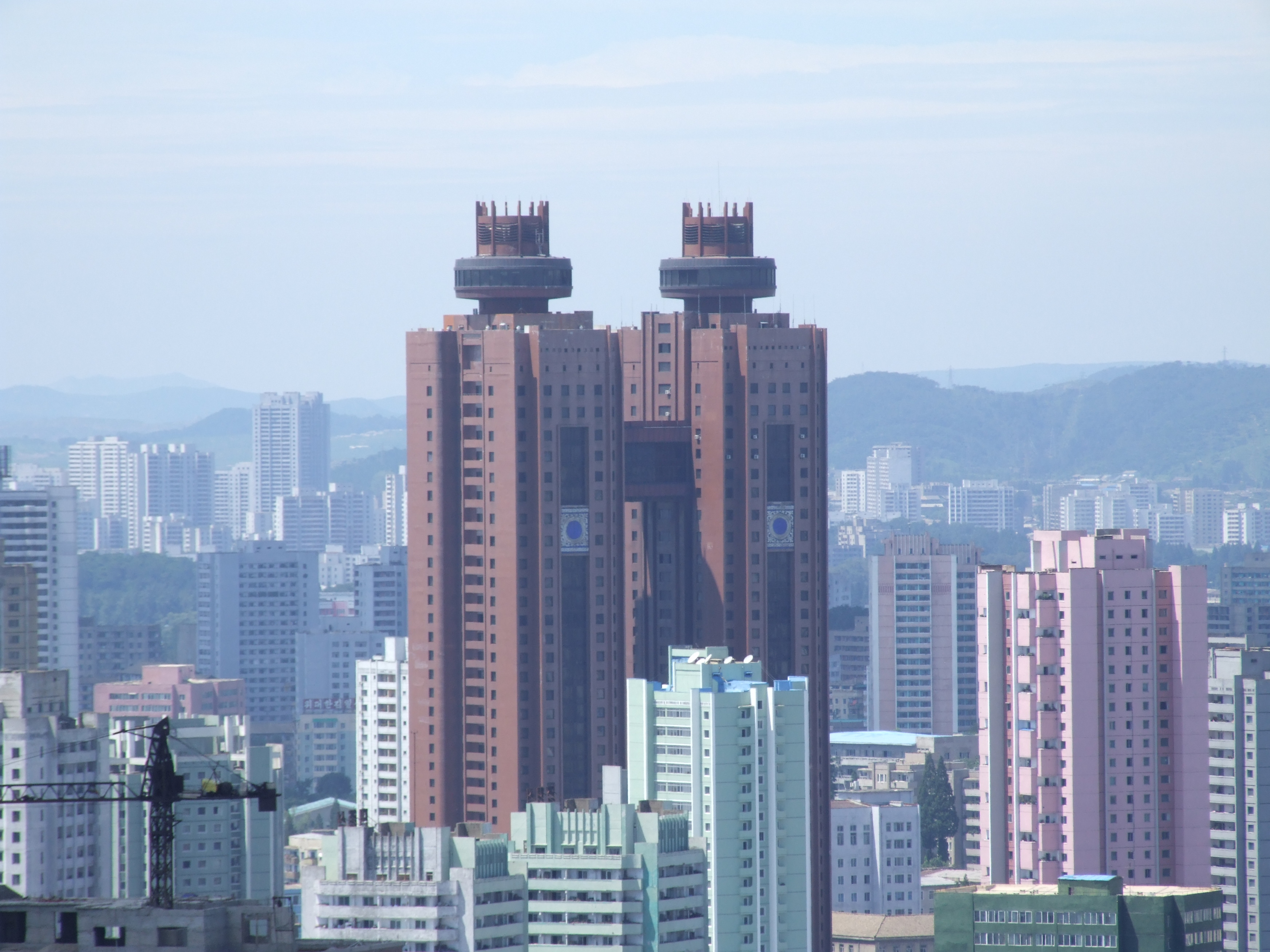
고려호텔 건물
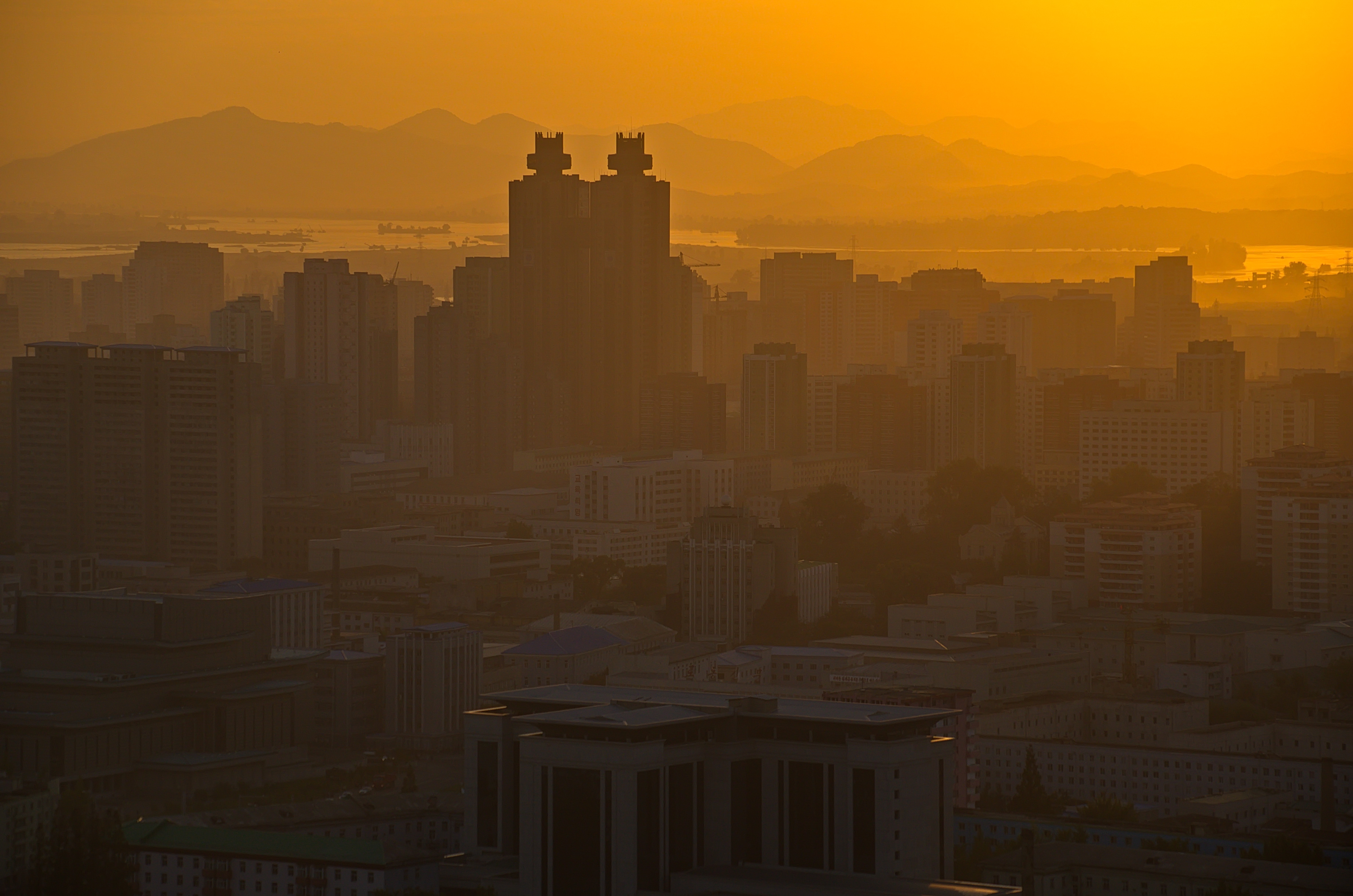
고려호텔 아침
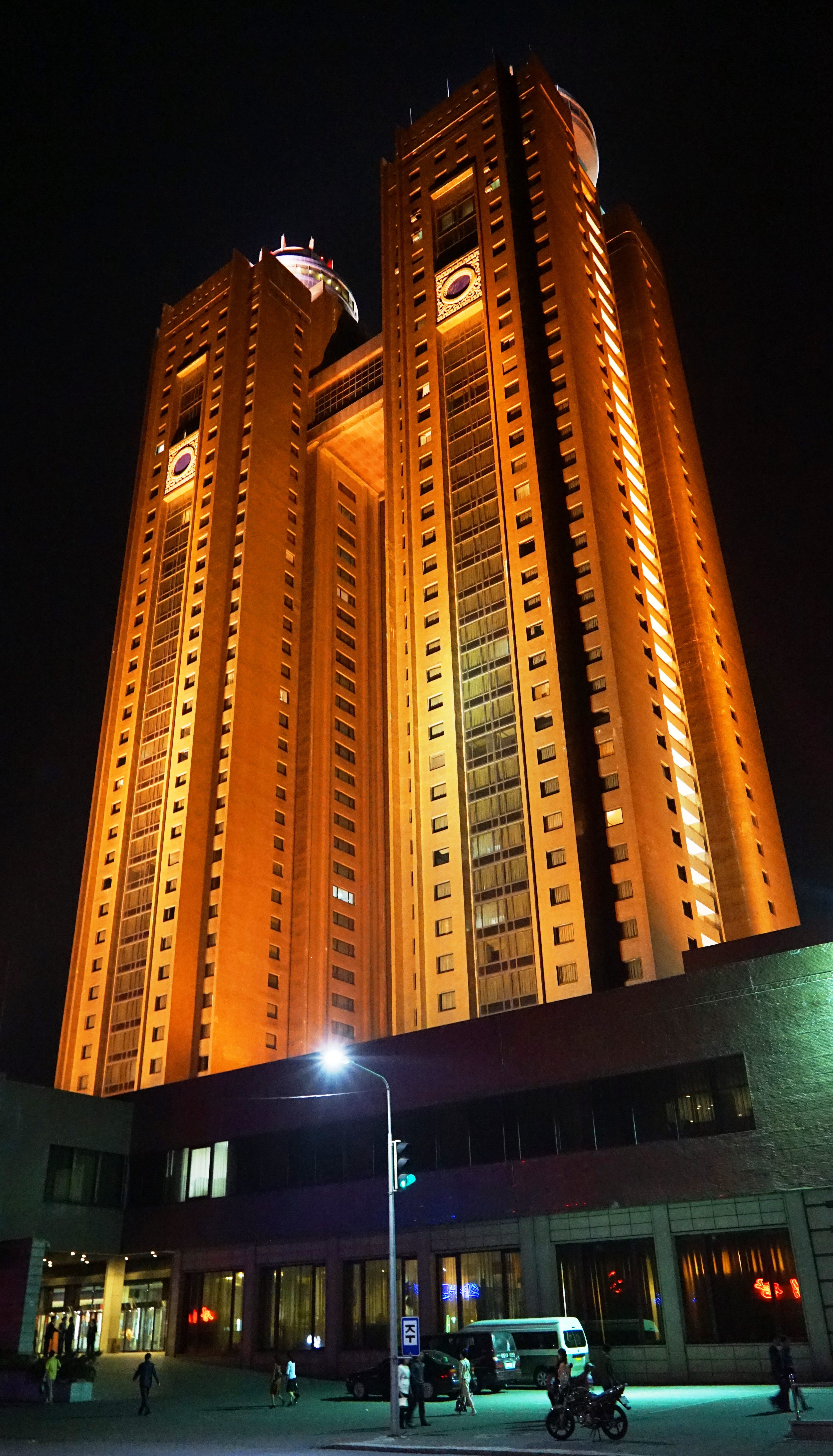
밤에서 바라본 평양 고려 호텔 모습

## 교통

### 지하철
- 영광역
- 평양역

## 같이 보기
- 조선민주주의인민공화국의 마천루 목록
- 평양시의 마천루 목록
- 류경호텔